# Gathering Speed
Gathering Speed ist das vierte Studioalbum der englischen Progressive-Rock-Band Big Big Train. Die CD wurde im März 2004 veröffentlicht.

## Inhalt
Gathering Speed ist ein Konzeptalbum über das Schicksal eines britischen Kampfpiloten (und dessen Familie) in der Luftschlacht um England. BBT sind mit diesem Album weiterhin dem Retro-Prog zuzurechnen, geben aber einen Schuss Modernität in Form von Post-Rock-Einflüssen (Sigur Rós, Mogwai) dazu. Es ist die erste Veröffentlichung mit dem neuen Sänger Sean Filkins. Auf einigen Stücken wirkt Laura Murch als Sängerin mit.

## Kritiken
Das Album wurde weitgehend positiv besprochen, der Gesang von Sean Filkins kam aber nicht immer gut an.

## Re-Release
Gathering Speed wurde im Jahr 2009 wiederveröffentlicht.

## Titelliste
1. High Tide, Last Stand (7:06)
2. Fighter Command (10:44)
3. The Road Much Further On (8:39)
4. Sky Flying On Fire (6:04)
5. Pell Mell (6:36)
6. Powder Monkey (9:08)
7. Gathering Speed (7:23)